# Schallstadt
Schallstadt település Németországban, azon belül Baden-Württembergben. Lakosainak száma 6815 fő (2023. december 31.).

## Népesség
A település népessége az elmúlt években az alábbi módon változott:
| Lakosok száma | 2991 | 3585 | 4036 | 4863 | 4889 | 5580 | 5740 | 5952 | 6054 | 6815 |
|               | 1961 | 1967 | 1974 | 1980 | 1987 | 1993 | 2000 | 2006 | 2013 | 2023 |

## A település részei
- Schallstadt

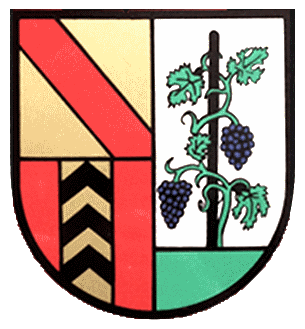
Schallstadter
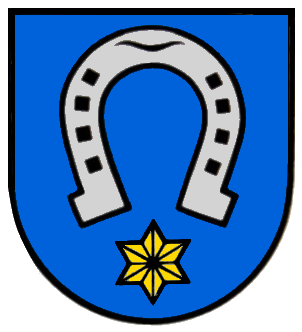
Mengen
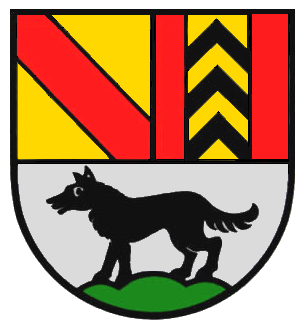
Wolfenweiler
- Föhrenschallstadt
- Leutersberg.
- Bechtoldskirch.[2]

A három régi címer
- Schallstadter
- Mengen
- Wolfenweiler